# Seró
Seró és un poble del municipi noguerenc d'Artesa de Segre, al Segre Mitjà.

## Situació i descripció
El poble de Seró es troba a llevant del municipi d'Artesa de Segre, a l'est de Tudela de Segre i prop del barranc del riu Senill. És centrat per l'antic castell de Seró, esmentat al segle xii, transformat en casal, i per l'església parroquial de Santa Maria, d'origen romànic i reformada als s. xviii i xix; aquesta conté l'antiga confraria de Sant Ramon de Penyafort, fundada el 1603. El lloc fou de la jurisdicció dels marquesos de Santa Maria de Barberà. Dins l'antic terme de Seró, als peus del puig del Grealó i de la serra de la Força, hi ha el santuari de Santa Maria de Refet, on es pot veure la talla romànica de la Mare de Déu de Refet. Prop de Seró es troba una torre anomenada dels Moros.

## Comunicacions
La població de Seró es troba al punt quilomètric 5,5 de la carretera LV-3021. Aquesta carretera veïnal emana des del pk 98 de la C-14 o (Eix Tarragona-Andorra), a Montclar d'Urgell, fins al pk 109 del mateix eix.

## Festes locals
- Festivitat de Sant Ramon: el 7 de gener.
- Aplec a l'ermita de la Mare de Déu de Refet: l'1 de maig.
- Festa Major de Seró: el tercer dissabte d'agost.

## Història

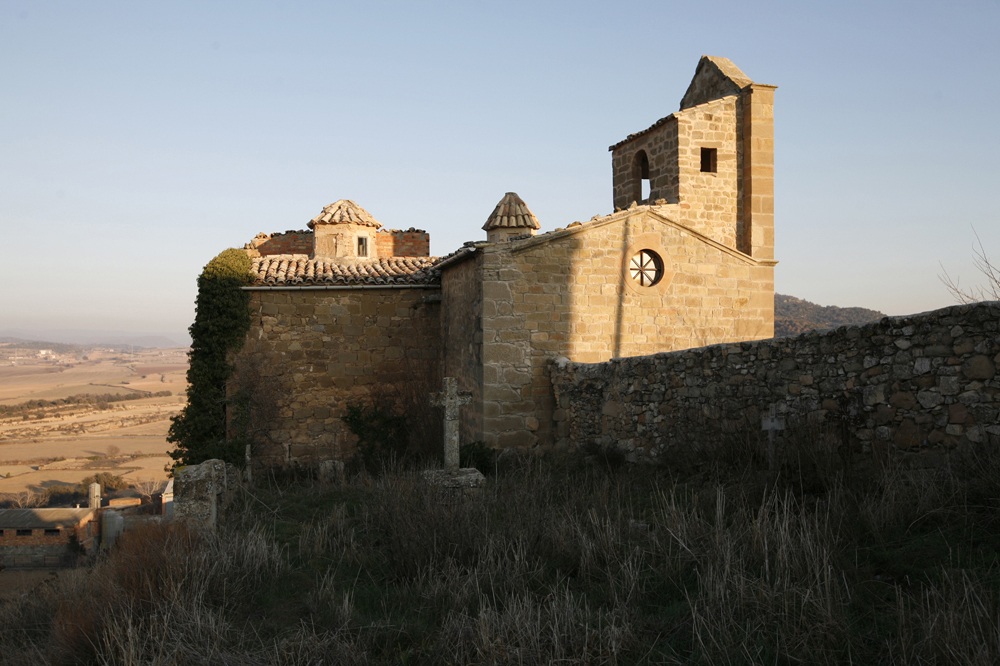
Detall de l'església de Santa Maria de Seró

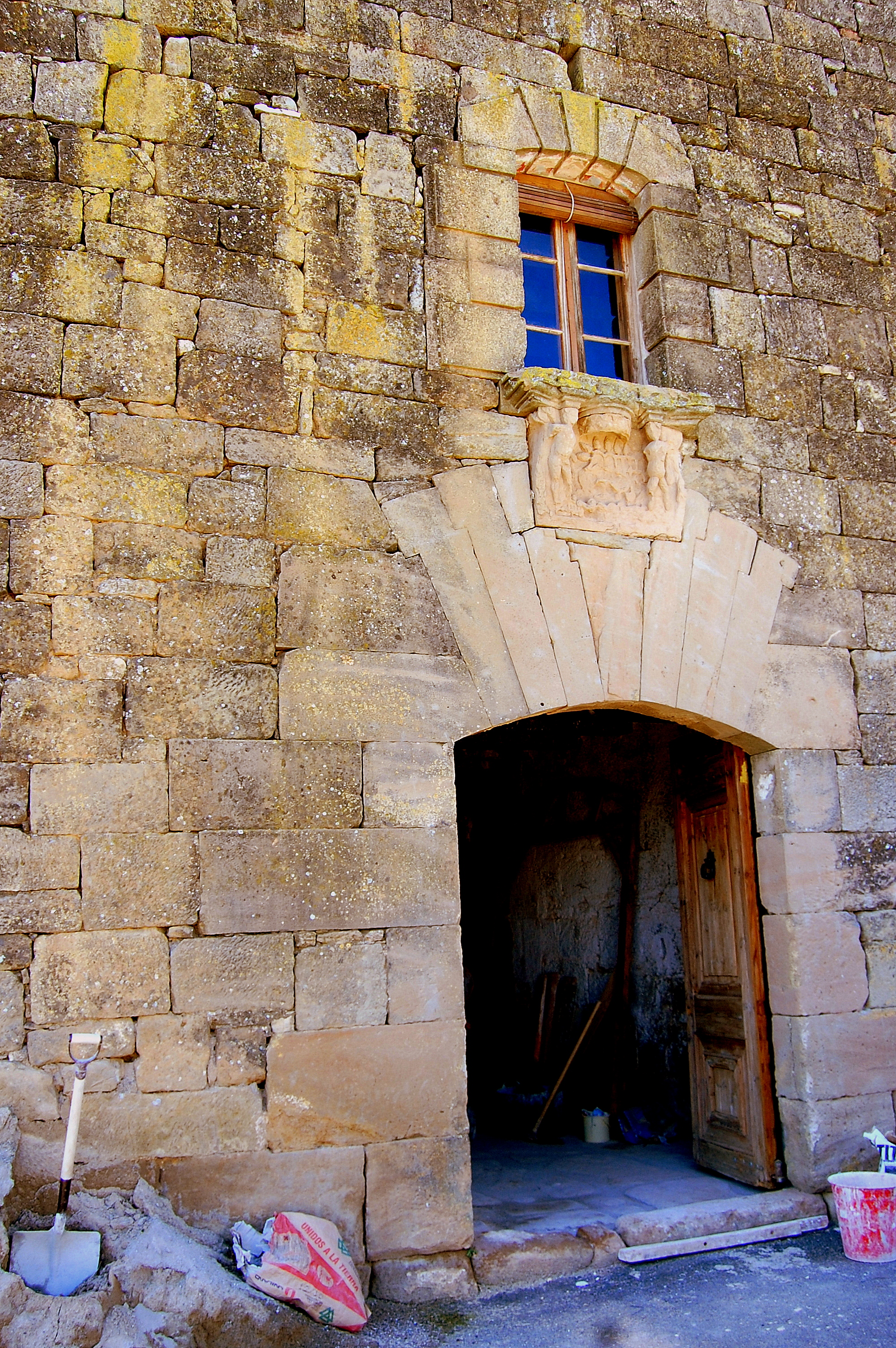
Façana del castell de Seró

Hi ha documentat un Ramon Bernat de Seró acompanyant el comte Ermengol IV d'Urgell, l'any 1091, a la conquesta de Balaguer; el 1103 és documentat al costat del vescomte Guerau Ponç de Cabrera quan aquest portà a Solsona la despulla d'Ermengol V, el de Mollerussa. El 1109 Ramon i Ponç Bernat donaren a l'orde de l'Hospital unes masies del terme de Seró. El castell de Seró és esmentat el 1172 en el testament de Ramon Bernat, que en deixà la meitat en usdefruit a la seva vídua i la totalitat, en morir aquesta, a llur fill Ponç. A la segona meitat del segle XVI la senyoria del lloc era d'Onofre d'Alentorn i d'Oms i romangué en poder dels Alentorn almenys fins al segle xviii. A la primeria del segle xvi el dit llinatge, senyor de Seró, participà en les lluites i les bandositats de nyerros i cadells. Els personatges més destacats foren, a part d'Onofre d'Alentorn, que fou diputat de la Generalitat (1593-96), Alexandre d'Alentorn i de Botella i Miquel d'Alentorn i d'Oms.
Durant la primera guerra carlina el castell fou escenari de diverses operacions. Tanmateix, el 1834 s'hi refugiaren els capitostos carlins Antoni Borges i Carles Alguaire, que amb els seus homes foren assetjats al castell per les forces del tinent coronel Joan Calvet.
Fou municipi independent fins a mitjans del segle xix, quan s'integra a Tudela de Segre.

## El megàlit dels Reguers de Seró
A l'Espai Transmissor del Túmul Megalític s'hi poden veure set estàtues-menhir de gairebé 5.000 anys d'antiguitat, úniques per la seva decoració antropomòrfica. Es van trobar l'any 2007 al jaciment arqueològic de Reguers de Seró.